# Hans Schmidkunz
Johann ("Hans") Anton Schmidkunz, född den 27 februari 1863 i Wien, död den 9 februari 1934 i Greifswald, var en österrikisk psykolog.
Schmidkunz var privatdocent i München 1889–1894 och levde därefter i många år som privatlärd i Berlin-Halensee. Han ägnade sig särskilt åt universitetspedagogiken, för vilken han stiftade Verband für Hochschulpädagogik (1898) och Gesellschaft für Hochschulpädagogik (1910), vars verkställande ledamot han var. Schmidkunz utgav Zeitschrift für Hochschulpädagogik. Han blev 1928 extra ordinarie professor vid Greifswalds universitet.